# Paul Otto Geibel
Paul Otto Geibel, född 10 juni 1898 i Dortmund, död 12 november 1966 i Warszawa, var en tysk SS-Brigadeführer och generalmajor i polisen.

## Biografi
Paul Otto Geibel deltog i striderna i slutet av första världskriget. Han inträdde i NSDAP och SA år 1931. Geibel anslöt sig till SS år 1938, vilket var förhållandevis sent.

### Andra världskriget
Den 1 september 1939 anföll Tyskland sin östra granne Polen och den 26 oktober inrättades Generalguvernementet, den del av Polen som inte inlemmades i Tyska riket. Från den 31 mars 1944 till den 1 februari 1945 var Geibel SS- och polischef i distriktet Warschau. Under denna tid ägde det misslyckade Warszawaupproret rum och det föll på Geibels ansvar att som repressalieåtgärd organisera den planmässiga förstörelsen av Warszawa. Under andra världskrigets sista tre månader var Geibel befälhavare för Ordnungspolizei i Prag.
Efter andra världskriget dömdes Geibel av en tjeckoslovakisk domstol till fem års fängelse för medlemskap i SS. Efter avtjänat straff utlämnades han till Polen, där han dömdes till livstids fängelse för krigsförbrytelser begångna i samband med Warszawaupproret. Han begick självmord i fängelset i Mokotów 1966.

## Befordringar
- SA-Sturmführer: december 1933
- SA-Sturmbannführer:
- Major i Gendarmerie: 1935
- SS-Sturmbannführer: december 1938
- SS-Obersturmbannführer: 1 juli 1939
- SS-Standartenführer: 1 oktober 1942
- SS-Brigadeführer och generalmajor i polisen: 26 oktober 1944

## Utmärkelser
- Järnkorset av första klassen
- Järnkorset av andra klassen
- Krigsförtjänstkorset av första klassen med svärd
- Krigsförtjänstkorset av andra klassen med svärd
- Ärekorset
- Landesorden
- Tyska Olympiska Hederstecknet
- SS Hederssvärd
- SS-Ehrenring (Totenkopfring)